# Al-Namrood
Az Al-Namrood (arabul: النمرود) arab black metal együttes. 2008-ban alakultak. Nevük egy babiloni királyra, Nimródra utal, de egyben a vallás megtagadását is jelöli. Személyazonosságukat titokban tartják, mert országuk kultúrája szerint tilos black metalt, illetve hasonló stílusú zenét játszani, az ideológia miatt, és ha az országuk kormánya megtudná ezt, kivégezné őket.

## Diszkográfia
- Astfhl Al Thar (2009)
- Estorat Taghoot (2010)
- Kitab Al Awthan (2012)
- Heen Yadhar Al Ghasq (2014)
- Diaji Al Joor (2015)
- Enkar (2017)
- Wala'at (2020)
- Worship the Degenerate (2022)

## Egyéb kiadványok
Kislemezek, EP-k
- Atbaa Al-Namrood (2008)
- Jaish Al-Namrood (2013)
- Ana Al Tughian (2015)

Válogatáslemezek
- Ten Years of Resistance (2018)